# Polygonia c-aureum
Polygonia c-aureum is een vlinder uit de familie Nymphalidae (vossen, parelmoervlinders en weerschijnvlinders).
De vlinder komt voor in Japan, het oosten van China en Korea.
Waardplanten van de rups zijn Humulopsis scandens, Humulopsis cordifolius en hennep.

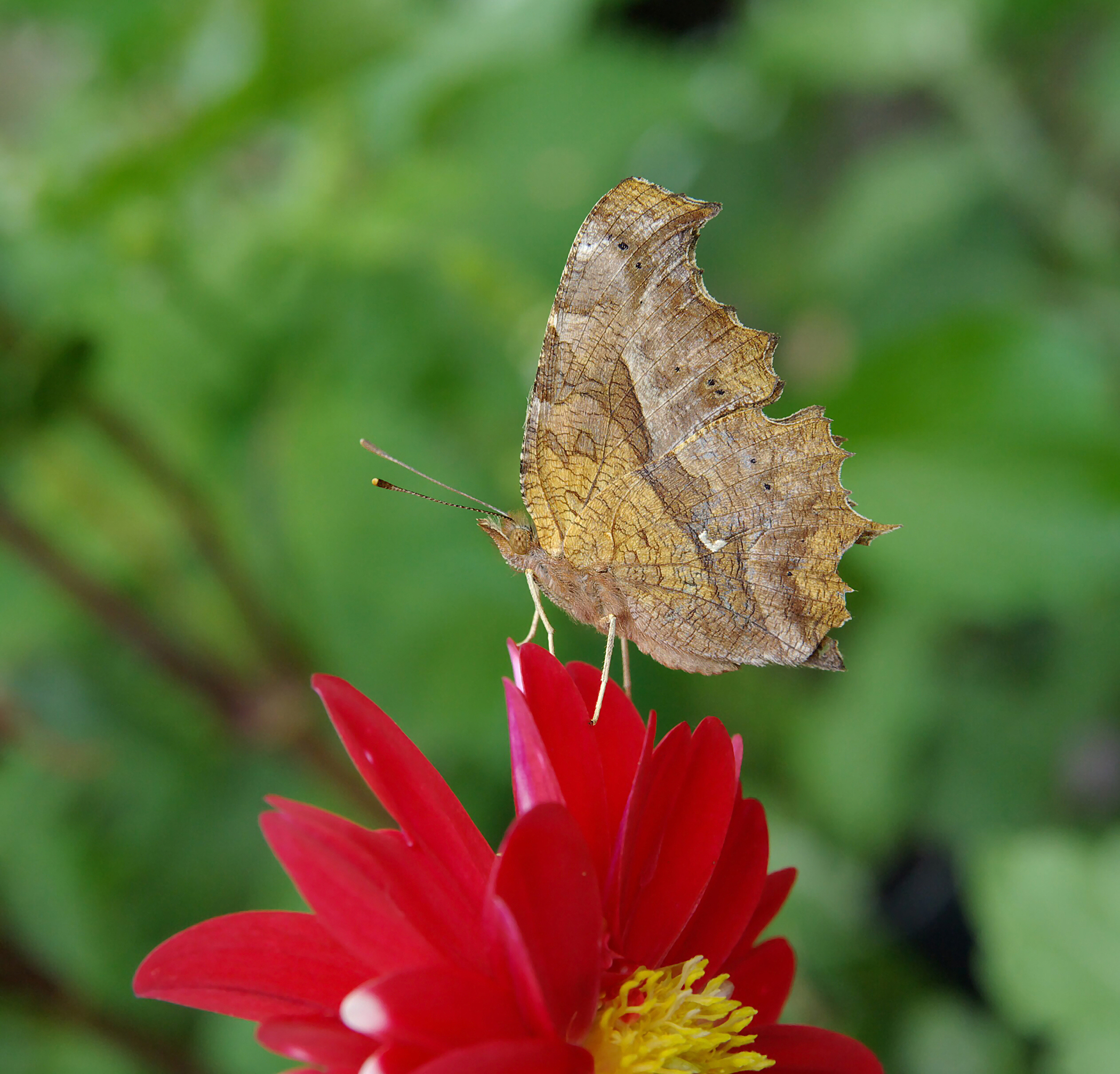